# 데드 투 미
《데드 투 미》(Dead to Me)는 넷플릭스(Netflix)에서 2019년 5월 3일 초연된 리즈 펠드만(Liz Feldman)이 만든 미국 다크 코미디 웹 TV 시리즈이다. 이 시리즈는 크리스티나 애플게이트(Christina Applegate)와 린다 카델리니(Linda Cardellini)가 출연했으며 펠드만(Feldman), 윌 페럴(Will Ferrell), 애덤 매케이(Adam McKay), 제시카 엘바움(Jessica Elbaum)이 제작했다. 첫번째 시즌은 그것의 방출에 긍정적인 검토를 받았다.
여성 듀오가 주인공 캘릭터를 형성하는 기본 플롯을 갖고 그 위에 여러 사건을 복합적으로 다루고 있다.

## 같이 보기
- 델마와 루이스